# Tranvia Anzio-Nettuno
La tranvia Anzio-Nettuno era una breve linea tranviaria interurbana a trazione elettrica che collegava le due limitrofe cittadine laziali in riva al Mar Tirreno.
Inaugurata nel 1910, fu sostituita nel 1939 da una linea filoviaria, prolungata per raggiungere le nuove stazioni ferroviarie delle due cittadine.

## Storia
La domanda di concessione per la costruzione e l'esercizio di "una tramvia a trazione elettrica ed a scartamento normale da Anzio a Nettuno", la cui realizzazione fu decisa il 23 dicembre 1909 con delibera 217 del consiglio comunale di Nettuno, fu presentata il 24 febbraio 1910 dalla Ditta Andreucci, Allegra e C. e accolta con Regio decreto pubblicato sulla Gazzetta Ufficiale del Regno d'Italia n. 45 del 23 febbraio 1911; la concessione aveva la durata di 50 anni. La linea era stata nel frattempo inaugurata il 28 agosto 1910.
Nel corso degli anni la concessione passò alla Società Tramvie e Imprese Elettriche e Agricole (STIE) e successivamente alla Società Laziale di elettricità.
Il servizio della tranvia cessò il 16 giugno 1939, data a partire dalla quale fu sostituita dalla parallela linea filoviaria.

## Caratteristiche

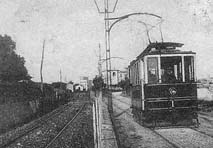
Il percorso affiancato alle linea ex FSR

La linea era a binario unico e scartamento normale (1445 mm), ed era elettrificata a 600 V cc. Il binario era armato con rotaie Phoenix da 34 kg/m.
La velocità commerciale risultò di 13,5 km/h, con percorrenza totale di circa 12 minuti. La frequenza delle corse arrivò, nel 1930, a una ogni 20 minuti, con un traffico che non superò mai i 300.000 viaggiatori/anno.

### Percorso
| Unknown route-map component "uexKBHFa" |

|  | Unused straight waterway | Unknown route-map component "exSTR+l" |

|  | Unknown route-map component "uexBHF" | Unknown route-map component "exSTR" |

|  | Unused straight waterway | Unknown route-map component "exSTRl" |

| Unknown route-map component "uexBHF" |

|  | Unknown route-map component "uexSTRl" | Unknown route-map component "uexKDSTeq" |

Il progetto prevedeva che la linea, partendo dal piazzale Umberto I (poi piazza Mazzini) a Nettuno, passasse in via Duca d'Aosta per poi immettersi in via Vittorio Emanuele, da dove veniva utilizzata la sede della strada provinciale sino ad Anzio, mantenendosi sul lato destro della stessa, per una lunghezza complessiva di 2,95 km. A costruzione ultimata la lunghezza dell'impianto risultò di 2,89 km, per una lunghezza di esercizio di 2,74 km..
La linea costituiva di fatto l'auspicato potenziamento della preesistente ferrovia litoranea proveniente da Albano Laziale, inaugurata il 26 marzo 1884 dalla Società Anonima per la Ferrovia Albano-Anzio Nettuno (FAAN), poi passata alle Ferrovie Secondarie Romane (FSR), che proprio in quel tratto fu in seguito oggetto di una variante di tracciato realizzata più a monte e attivata dalle Ferrovie dello Stato nel 1934.
Il deposito officina fu previsto a Nettuno, nelle immediate adiacenze della preesistente officina elettrica; quest'ultima era connessa alla centrale idroelettrica che utilizzava l'acqua del lago di Ninfa, e alimentava, tramite una sottostazione elettrica da 150 kW, il filo di contatto.
I raddoppi erano posizionati ai due capilinea di Anzio (largo Garibaldi) e Nettuno (piazza Umberto I), più un punto intermedio in corrispondenza della villa Borghese. Le pendenze della linea erano previste, da progetto, non superiori al 49 per mille e le curve con raggio minimo di 25 m.

## Materiale rotabile

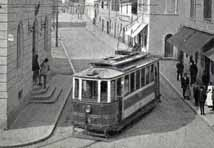
Una vettura della fornitura originale

Per l'esercizio della linea la Andreucci-Allegra e C. acquistò quattro elettromotrici a due assi numerate da 1 a 4, realizzate dalle Officine Reggiane con equipaggiamenti elettrici TIBB e presa di corrente ad archetto, abbinate ad altrettante rimorchiate del tipo scoperto quattro rimorchi giardiniera.
Un'ulteriore elettromotrice, cui fu assegnato il numero 5, venne in seguito trasferita dalla rete tranviaria di Ancona, gestita dalla stessa STIE; dalla Società Romana Tramways Omnibus (SRTO) di Roma furono invece acquisite le unità 6 e 7.

### Materiale motore - prospetto di sintesi
| Unità | Anno di acquisizione | Costruttore   | Note                                            |
| ----- | -------------------- | ------------- | ----------------------------------------------- |
| 1÷4   | 1909                 | Reggiane/Tibb |                                                 |
| 5     |                      | Reggiane/Tibb | Ex STIE Ancona                                  |
| 6÷7   | 1908                 | Reggiane/Tibb | Ex SRTO Roma; l'unità 6 corrisponde alla ex 393 |